# Shanghai Golden Grand Prix 2010
Shanghai Golden Grand Prix 2010 byl lehkoatletický mítink, který se konal 23. května 2010 v čínském městě Šanghaji. Byl součástí série mítinků Diamantové ligy 2010.

## Výsledky
- Archiv výsledků zde [1]

### Muži
| Disciplína     | 1. místo                    | 2. místo                 | 3. místo                     |
| 200 m          | Usain Bolt 19,76            | Angelo Taylor 20,34      | Ryan Bailey 20,43            |
| 400 m          | Jeremy Wariner 45,41        | David Neville 45,70      | Michael Bingham 45,84        |
| 1500 m         | Augustine Choge 3:32,20     | Asbel Kiprop 3:32,22     | Mekonnen Gebremedhin 3:33,35 |
| 110 m překážek | David Oliver 12,99          | Shi Dongpeng 13,39       | Liou Siang 13,40             |
| Skok do výšky  | Sylwester Bednarek 224 cm   | Jesse Williams 224 cm    | Linus Thörnblad 224 cm       |
| Skok o tyči    | Malte Mohr 570 cm           | Aleksandr Gripicz 560 cm | Maksym Mazuryk 560 cm        |
| Skok daleký    | Fabrice Lapierre 830 cm     | Dwight Phillips 818 cm   | Su Xiongfeng 806 cm          |
| Hod diskem     | Zoltán Kővágó 69,69 m       | Robert Harting 68,69 m   | Piotr Małachowski 68,66 m    |
| Hod oštěpem    | Andreas Thorkildsen 86,11 m | Petr Frydrych 85,60 m    | Vítězslav Veselý 82,95 m     |

### Ženy
| Disciplína      | 1. místo                    | 2. místo                            | 3. místo                     |
| 100 m           | Carmelita Jeterová 11,09    | Shelly-Ann Fraserová-Pryceová 11,29 | Chandra Sturrupová 11,38     |
| 800 m           | Janeth Jepkosgei 2:01,06    | Jennifer Meadowsová 2:01,34         | Kenia Sinclair 2:01,87       |
| 5000 m          | Sentayehu Ejigu 14:30,96    | Linet Masaiová 14:31,14             | Meselech Melkamuová 14:31,91 |
| 400 m překážek  | Lashinda Demusová 53,34     | Natalja Anťuchová 54,83             | Anna Jesieńová 55,12         |
| 3000 m překážek | Gladys Kipkemboi 9:16,82    | Milcah Chemos Cheywaová 9:20,63     | Lydia Rotich 9:21,38         |
| Trojskok        | Olga Rypakovová 14,89 m     | Yargelis Savigneová 14,61 m         | Anna Pjatychová 13,94 m      |
| Vrh koulí       | Nadzeja Astapčuková 20,70 m | Valerie Viliová 19,72 m             | Kung Li-ťiao 19,60 m         |